# O&K RL8
Die Typenreihe O&K RL8 war eine zweiachsige Diesellokomotive mit Stangenantrieb für den Rangierdienst. Insgesamt wurden von 1932 bis 1940 von Orenstein & Koppel (O&K) 29 Lokomotiven gebaut. Einige Lokomotiven waren bis in die 1990er Jahre im Einsatz.
Drei Lokomotiven der Reihe sind erhalten geblieben.

## Entwicklung
Ab 1929 entstanden in den Werken von O&K die Fahrzeuge der Typenreihe RL. Die Fahrzeuge dieser Typenreihe sind mit einem Dieselmotor ausgerüstet, was in der Typenreihenbezeichnung RL= Rohölmotor sowie der Zahl 8= Motorleistung 80 PS hervorgeht.
Von der Type RL 8 wurden 29 Lokomotiven gebaut.
Acht Lokomotiven wurden an das Reichsluftfahrtministerium geliefert, eine Lokomotive erhielt die Stadt Saarbrücken, eine der Hafen Elbing, eine ging an Daimler-Benz, fünf an die Reichswerke Hermann Göring und eine erhielt die Kriegsmarine.
In das Ausland wurde eine Lokomotive in das damalige Jugoslawien und drei Lokomotiven nach Österreich geliefert.

## Technik
Die Maschinenanlage bestand aus einem nicht näher bekannten Motor mit einer Leistung von 80 PS und einem Strömungsgetriebe von Voith. Die Kraftübertragung auf die Antriebsräder erfolgte mit einem Kettenantrieb auf eine mittlere Blindwelle mit zwei Treibstangen.
Unterschiedliche Angaben gibt es über die Höchstgeschwindigkeit; während eine Quelle 20 km/h angibt, werden an anderer Stelle 35 km/h genannt.

## Einsatz

### OHE 0603
Die Lokomotive wurde 1938 ausgeliefert und zuerst dem Reichsluftfahrtministerium unterstellt. Nach dem Zweiten Weltkrieg ging sie in das Eigentum der Osthannoverschen Eisenbahnen über und wurde als 0603 bezeichnet. Die Lokomotive wurde in Celle Nord und in Winsen für den Rangierdienst verwendet.
1967 erhielt sie einen neuen Motor von Deutz und ein neues Differentialwandlergetriebe. Ab 1975 wurde sie nur noch im Werksverkehr der Werkstatt Bleckede eingesetzt. Die Lokomotive war bis 2001 im Einsatz, dann wurde sie den Dampflokfreunden Salzwedel verkauft. Sie ist 2019 fahrfähig vorhanden.

### Österreich
Eine Lokomotive wurde an die Lenzing AG angeliefert und hat dort bis in die Mitte der 1980er Jahre Dienst getan. 2015 wurde sie an die Österreichische Gesellschaft für Eisenbahngeschichte übergeben. Sie befindet sich im Eisenbahnmuseum Ampflwang.
Eine weitere Lokomotive wurde an die Wiener Hafenbahn geliefert. 1947 kam sie zu einer Raffinerie in Wien. In den 1960er Jahren erhielt sie einen Motor von 180 PS. Seit den 1980er Jahren ist die Lokomotive im Eisenbahnmuseum Strasshof hinterstellt.